# نعمت الله نصيري

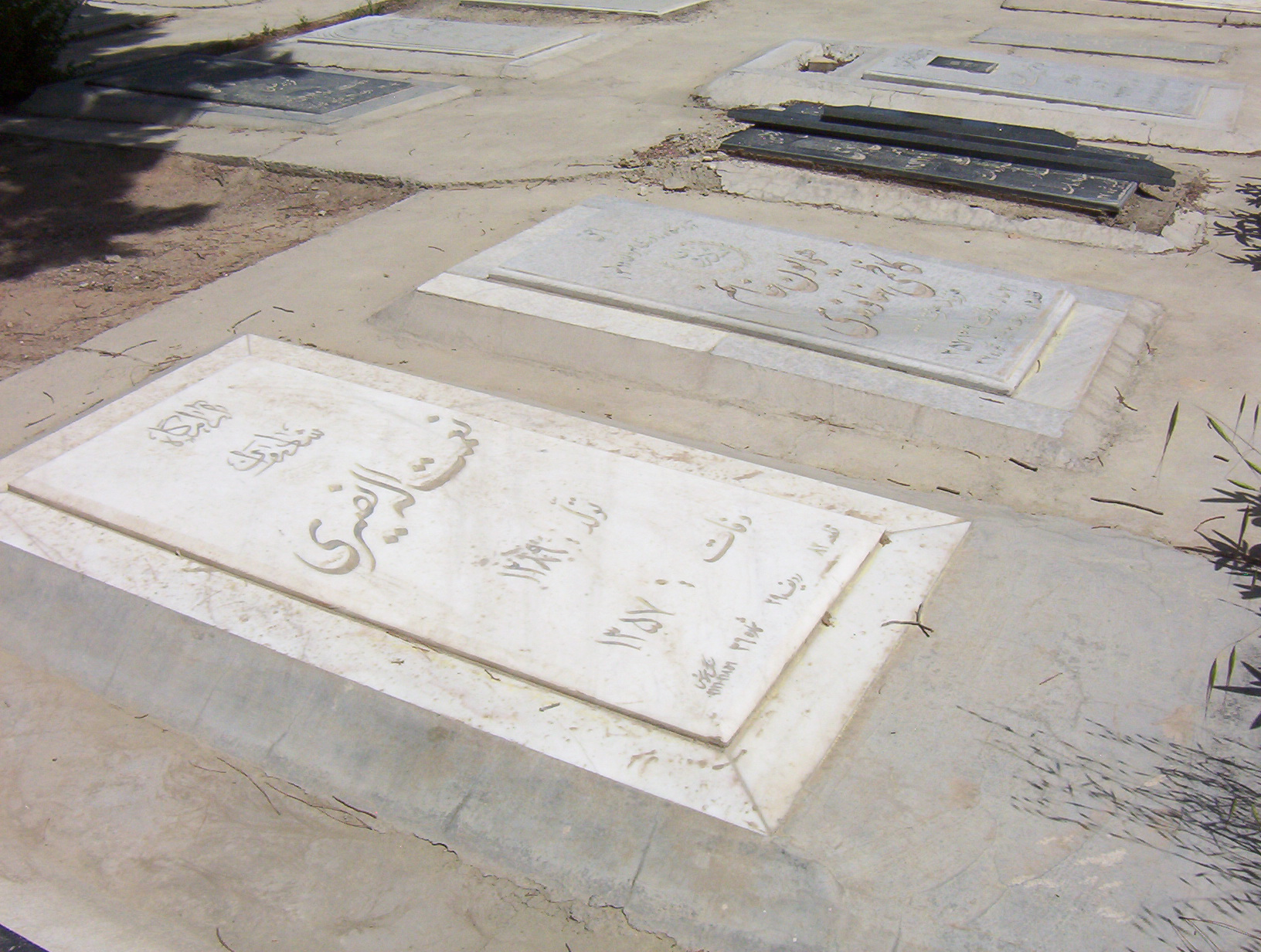
قبر نعمت الله نصيري في مقبرة بهشت الزهراء بالعاصمة طهران

نعمت الله نصيري (1911 سمنان - 16 شباط 1979 طهران) وهو الرئيس الثالث لمنظمة الاستخبارات والأمن الوطنية الإيرانية والمعروفة باسم السافاك مابين يناير - كانون الثاني من عام 1965 إلى يوم 6 يونيو - حزيران من عام 1978 . أعدم نصيري رميا بالرصاص بعد قيام الثورة الإسلامية الإيرانية بقيادة الخميني